# Leaving Las Vegas
Leaving Las Vegas là một bộ phim tình cảm chính kịch đề tài khiêu dâm do Mike Figgis đạo diễn và viết kịch bản, dựa trên cuốn tiểu thuyết bán tự truyện Leaving Las Vegas của John O'Brien. Nicolas Cage vào vai một tên nát rượu tự vẫn, kết thúc cuộc đời cá nhân và chuyên nghiệp của mình bằng cách uống say đến chết ở Las Vegas. Trong lúc ở đó anh phát triển một mối quan hệ với một gái mại dâm rất cứng rắn do Elisabeth Shue thủ vai, từ đó tạo nên trung tâm của phim. O'Brien hứa sẽ tự sát hai tuần sau khi phim bắt đầu bấm máy chính thức.